# Геронтологическая исследовательская группа
Геронтологическая исследовательская группа (англ. Gerontology Research Group, GRG) — глобальная группа исследователей различных специализаций, отслеживающая и проверяющая супердолгожителей (людей в возрасте более 110 лет). Группа также занимается геронтологическими исследованиями с целью замедлить старение и, в конечном счёте, обратить его вспять.

## История
Группа была основана в 1990 году. Первоначальное подразделение организации, имеющее условное обозначение «LA-GRG», проводит общие встречи раз в месяц в Калифорнийском университете, Лос-Анджелес. Организация также имеет множество членов по всему миру, которые координируют свою работу через интернет.
Группа проверяет, что люди, заявляемые как супердолгожители, действительно имеют возраст не менее 110 лет, исследуя подтверждающие возраст документы, предоставляемые заявителями или их родственниками. Требуется, чтобы заявители или члены их семей предоставили документы, подтверждающие дату рождения, изменение имени (если такое имело место), дату смерти (в случае посмертной верификации), вместе с другими официальными удостоверениями личности. Исследователи проверяют, что эти документы подлинные и корректные, и если проверка пройдена, заявитель включается в официальные списки супердолгожителей.
Группа также старается собрать дополнительные сведения о супердолгожителях, по мере возможности интервьюируя согласных на это супердолгожителей, собирая их образцы крови и ДНК.
Книга рекордов Гиннесса и многие другие организации считают Геронтологическую исследовательскую группу авторитетным экспертом в вопросах, касающихся долгожительства.
К 2015 году Геронтологическая исследовательская группа обнаружила доказательства супердолгожительского возраста для более чем 1700 человек.